# Bora (Initiation)

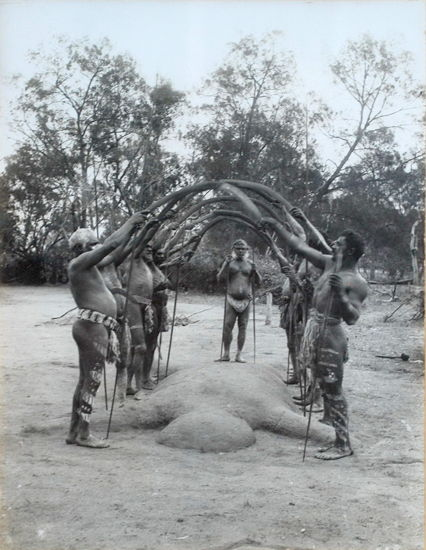
Bora-Zeremonie (1898)

Die Bora ist ein Initiationsritual der Kamilaroi, eines Stamms der Aborigines im Süden von Australien im Gebiet von New South Wales.
Das Ritual, mit dem zehnjährige Jungen ins Männeralter entlassen werden, unterscheidet sich in den verschiedenen Stammeskulturen, oft gehören Skarifizierung, Zirkumzision, das Ziehen eines Zahnes oder das Abschneiden von Fingergliedern dazu.
Diese Zeremonie wird an sogenannten Boraplätzen vollzogen. Am bekanntesten ist der Ort Terry Hie Hie, der 60 Kilometer von Moree entfernt ist. Es gibt weitere ringförmige Plätze in Australien, auf denen die Bora vollzogen wird. Bekannt sind die Bora-Rituale im Jahr 1880 bei Garah, 1883 bei Terry Hie Hie, 1890 in Queensland, 1894 in Gundabluey-South-West bei Mungindi und 1905 in Wee Waa (Wiawa).
Die Bora wird nur in Gegenwart von Männern vollzogen, und sie wird langfristig von den Gruppen und Familien der Aborigines vorbereitet.

## Terminologie
Das Wort Bora stammt ursprünglich aus der Gamilaraay-Sprache, die von den Kamilaroi gesprochen wurde, die in der Region nördlich des Hunter Valley in New South Wales im Süden von Queensland lebten. Es wurde dann allgemein übernommen, ähnliche rituelle Orte und die mit ihnen verbundenen Zeremonien zu beschreiben, die in Ostaustralien durchgeführt wurden. Viele andere Begriffe existieren in Australien, um ähnliche Initiationsriten auf einem zeremoniellen Boden wie Burbung (Wiradjuri) und Kuringal (Yuin) zu bezeichnen.